# Ommerveld
Het Ommerveld is een buurtschap in het noorden van de gemeente Ommen in de Nederlandse provincie Overijssel. 
Op 1 januari 2015 had het Ommerveld 155 bewoners.
Het is een tamelijk grootschalig open landschap tussen de buurtschappen Arriërveld, Ommerschans en Witharen. Tot eind negentiende eeuw was dit gebied nog woeste grond. De late ontginning van het Ommerveld is duidelijk herkenbaar in het rationele verkaveling- en wegenpatroon. Langs de wegen bevinden zich verspreide woningen en boerderijen in een regelmatig patroon. In de jaren 1950 waren er ruilverkavelingen en verbeteringen aan de wegen. De Nederlandse Heidemaatschappij liet daarvan fotoseries maken in 1953 en in 1956.
In 2011 besloot provincie Overijssel om geen nieuw tracé van de N340 door het Ommerveld aan te leggen. Dit zou een verlenging zijn geweest van de in 2010 geopende weg tussen de Witte Paal en Ommen (N36).

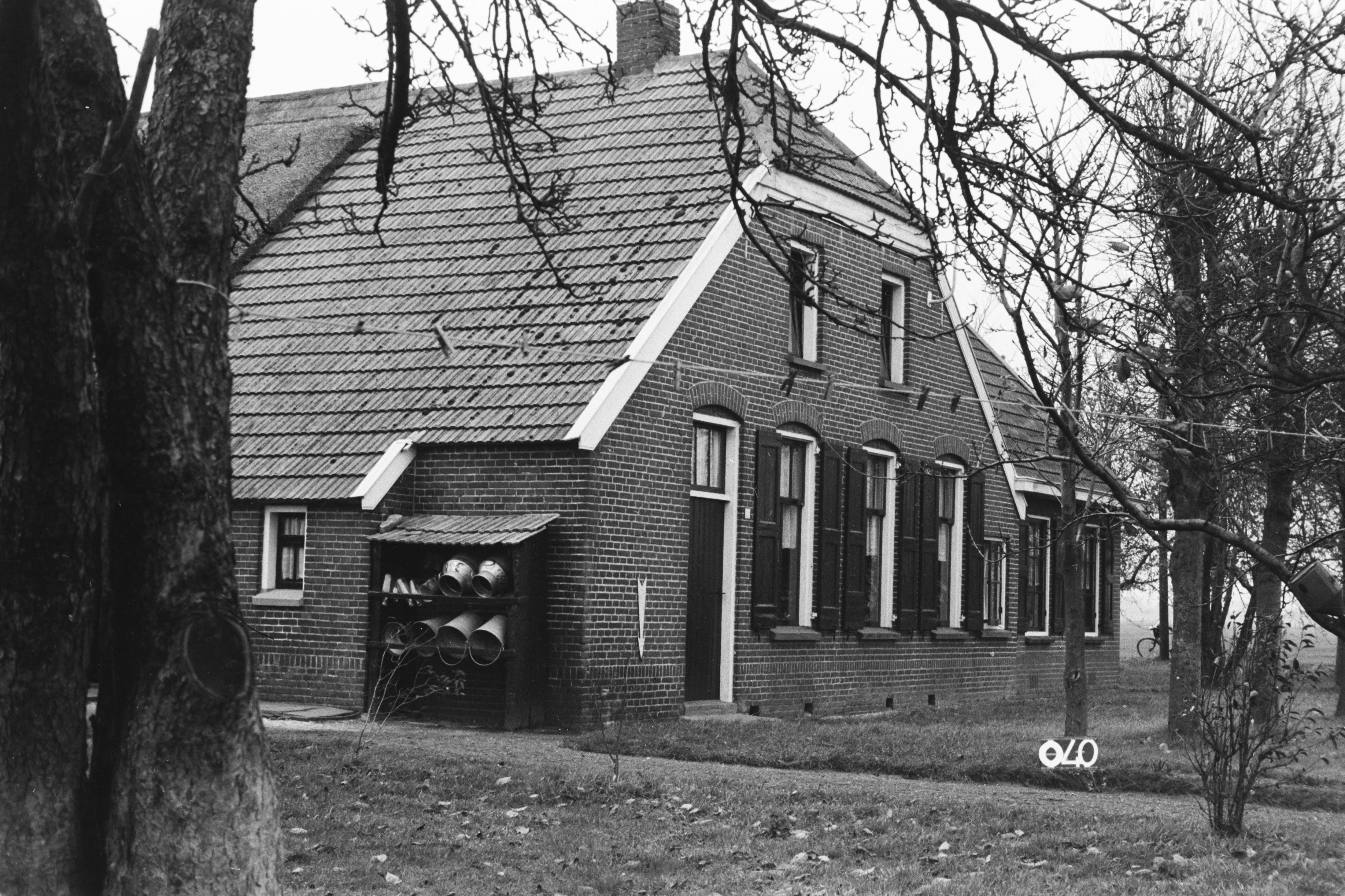
1953, boerderij
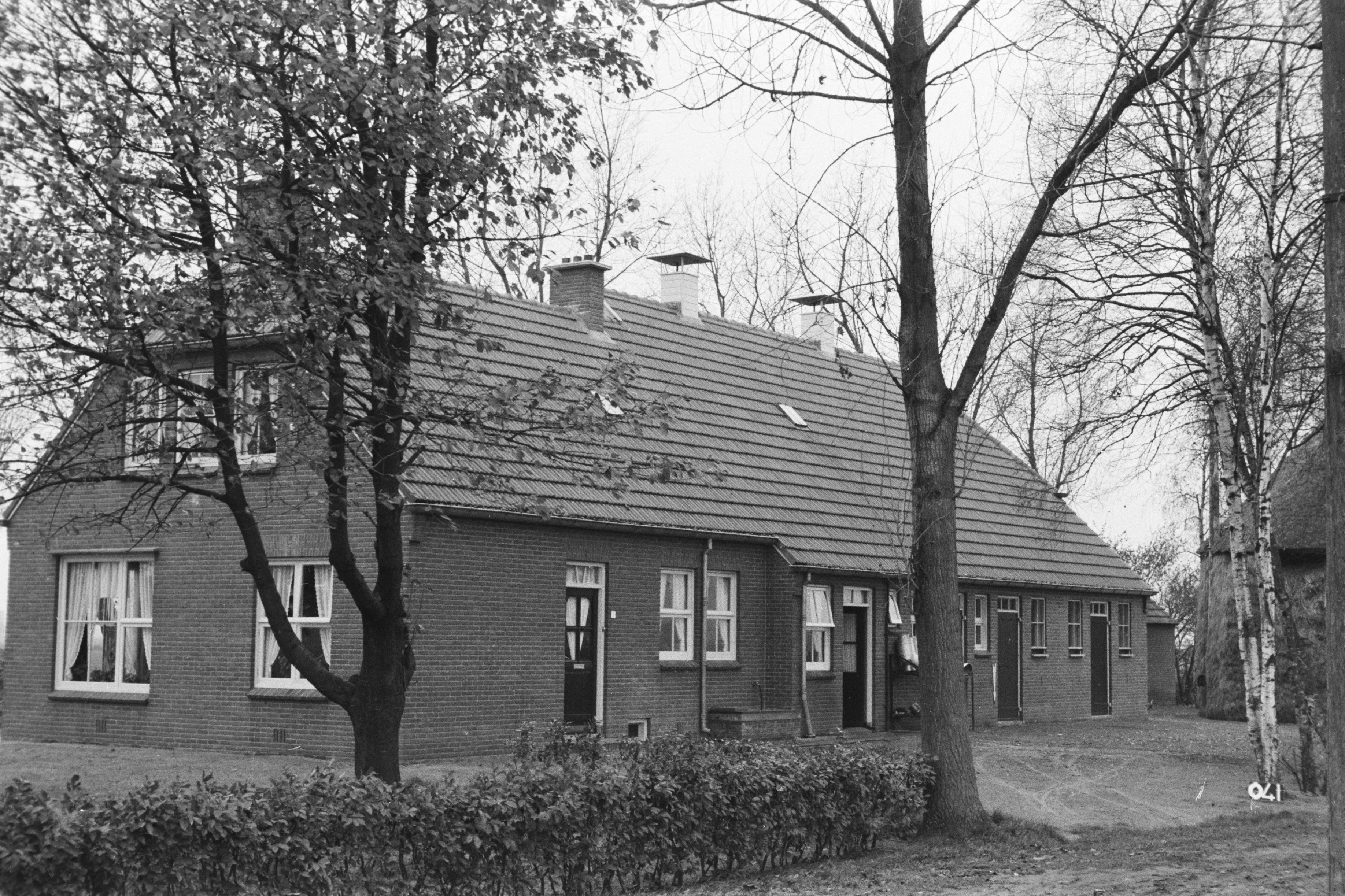
1953, boerderij
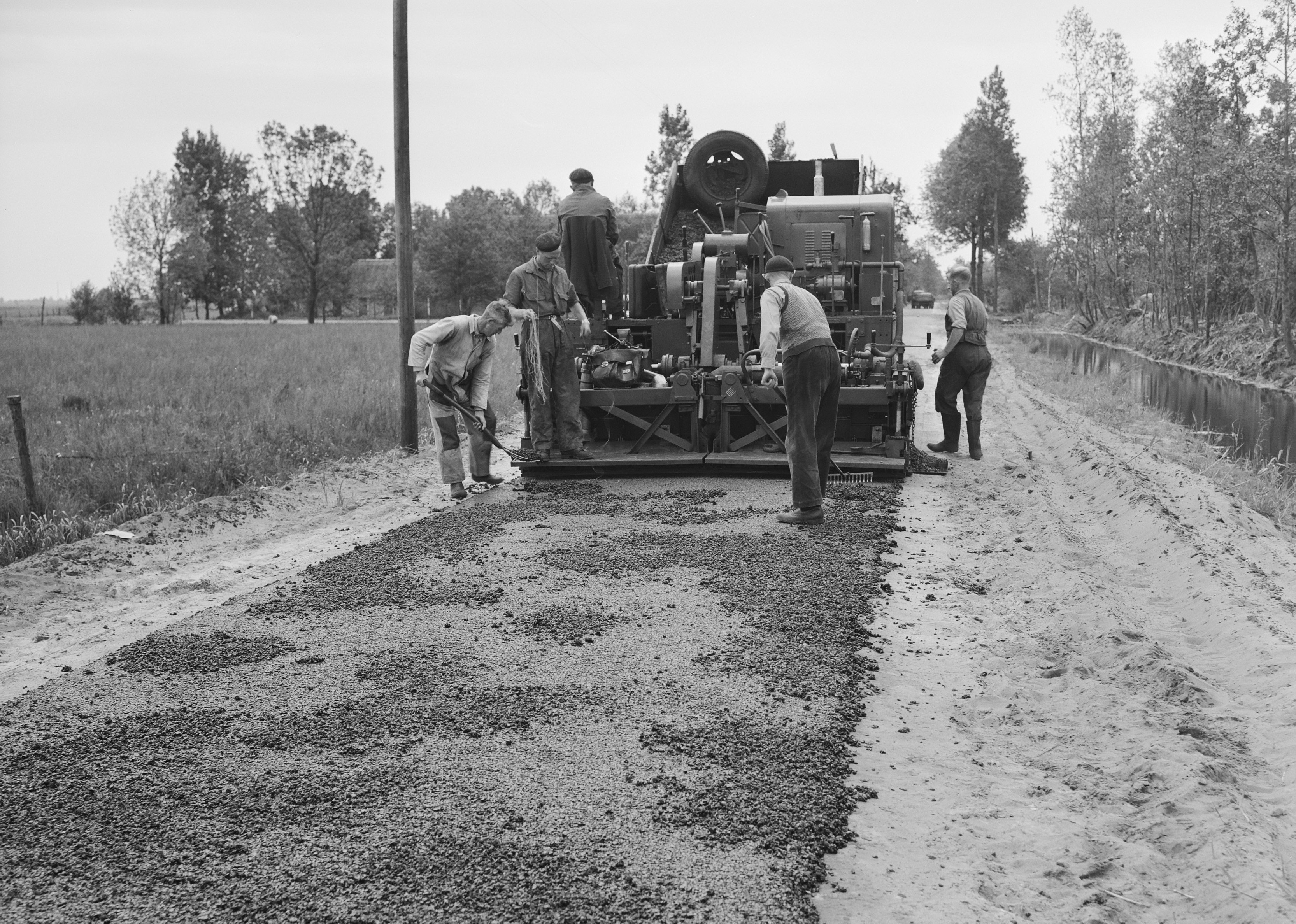
1956, wegverbetering
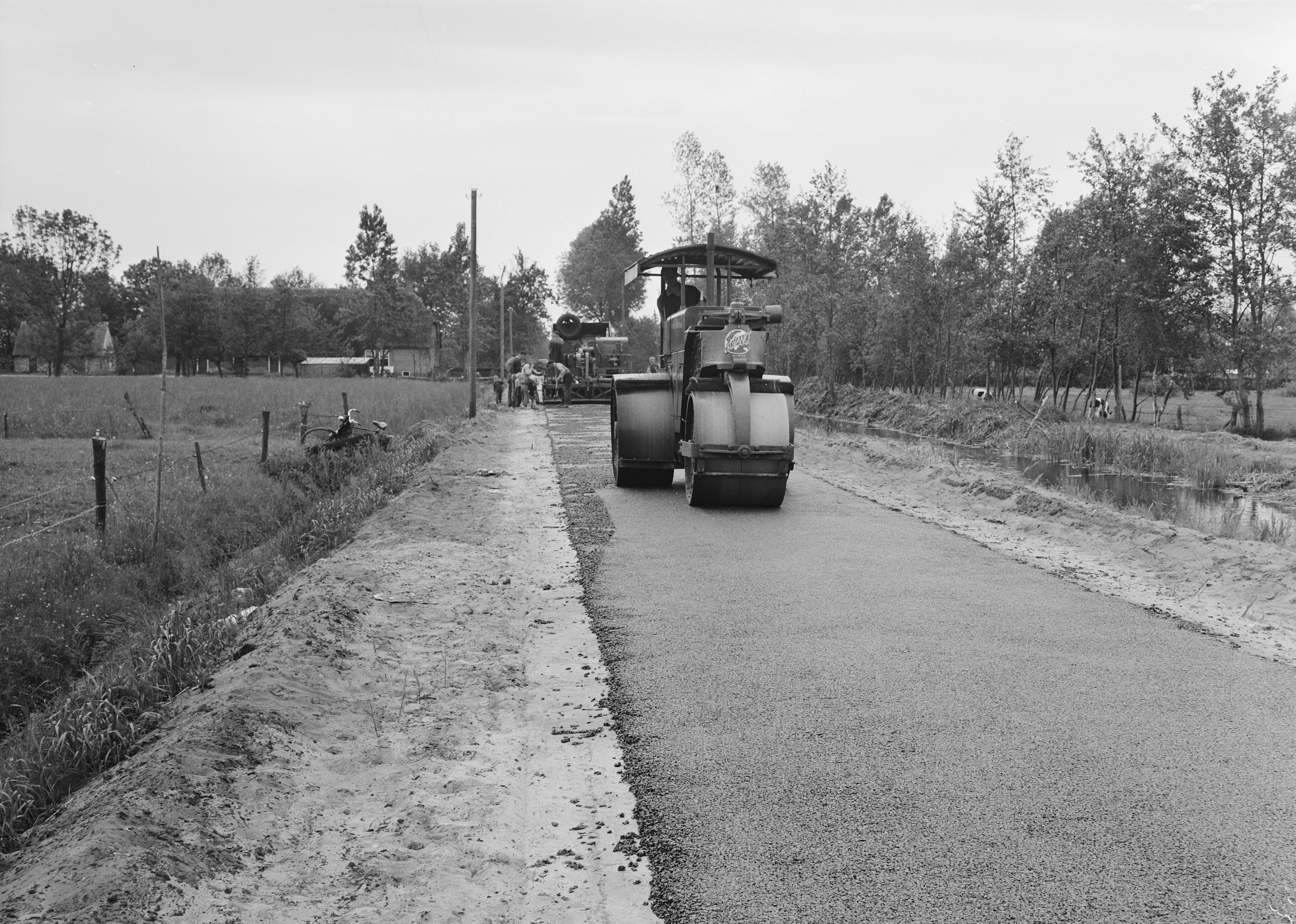
1956, wegverbetering

Stad: Ommen      Dorpen: Lemele · Vilsteren 

Buurtschappen: Archem · Arriën · Arriërveld · Beerze · Beerzerveld · Besthmen · Dalmsholte (deels) · Eerde · Emsland · Giethmen · Hoogengraven · Junne · Nieuwebrug · Ommerbosch · Ommerkanaal · Ommerschans · Ommerveld · Rotbrink · Stegeren · Stegerveld · Varsen · Vinkenbuurt · Witharen · Zeesse

Overijssel · Steden en dorpen      Nederland · Provincies · Gemeenten